# Verwaltungsgliederung Québecs

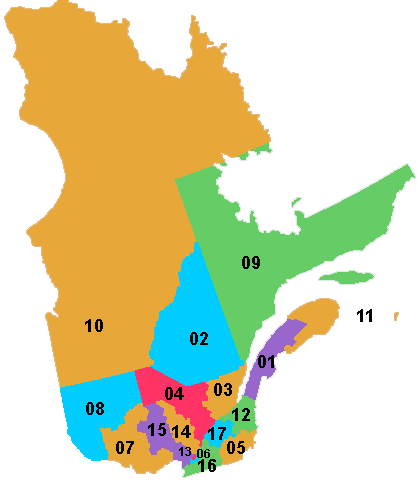
Die 17 Regionen Québecs

Die Verwaltungsgliederung Québecs erfolgt dreigliedrig: regional in Verwaltungsregionen (franz. régions administratives), suprakommunal in Regionalgemeinden (franz. municipalités régionales de comté) und kommunal in Gemeinden. Daneben gibt es teilweise noch Zwischenebenen.

## Regionale Ebene
Auf oberster Ebene ist Québec in 17 Verwaltungsregionen (franz. régions administratives) untergliedert. Die Verwaltungsregionen dienen in erster Linie der Verteilung von regionalen Entwicklungsfonds sowie der Koordination der regionalen Politik durch Regionalräte (franz. conférences régionales des élus, CRE). Ausnahmen sind die Regionen Montérégie und Nord-du-Québec mit je drei CRE. Die 17 Verwaltungsregionen sind:
| Nr. | Region                        | Einwohner (2016) | Landfläche (km²) | Einw./ km² | Verwaltungssitz                             |
| --- | ----------------------------- | ---------------- | ---------------- | ---------- | ------------------------------------------- |
| 01  | Bas-Saint-Laurent             | 197.385          | 22.237,07        | 8,9        | Rimouski                                    |
| 02  | Saguenay–Lac-Saint-Jean       | 276.368          | 98.712,71        | 2,8        | Saguenay                                    |
| 03  | Capitale-Nationale            | 729.997          | 18.797,45        | 38,8       | Québec                                      |
| 04  | Mauricie                      | 266.112          | 35.860,05        | 7,4        | Trois-Rivières                              |
| 05  | Estrie                        | 319.004          | 10.212,0         | 31,2       | Sherbrooke                                  |
| 06  | Montreal                      | 1.942.044        | 499,26           | 3889,8     | Montreal                                    |
| 07  | Outaouais                     | 382.604          | 30.808,69        | 12,4       | Gatineau                                    |
| 08  | Abitibi-Témiscamingue         | 146.717          | 57.736,50        | 2,5        | Rouyn-Noranda                               |
| 09  | Côte-Nord                     | 92.518           | 247.655,33       | 0,4        | Baie-Comeau                                 |
| 10  | Nord-du-Québec                | 44.561           | 747.191,93       | 0,1        | Matagami, Nemiscau, Kuujjuaq                |
| 11  | Gaspésie–Îles-de-la-Madeleine | 90.311           | 20.318,86        | 4,4        | Gaspé                                       |
| 12  | Chaudière-Appalaches          | 420.082          | 15.083,25        | 27,9       | Montmagny                                   |
| 13  | Laval                         | 422.993          | 247,23           | 1710,9     | Laval                                       |
| 14  | Lanaudière                    | 494.796          | 12.423,38        | 39,8       | Joliette                                    |
| 15  | Laurentides                   | 589.400          | 20.779,19        | 28,4       | Saint-Jérôme                                |
| 16  | Montérégie                    | 1.507.070        | 11.132,34        | 135,4      | Granby, Longueuil, Salaberry-de-Valleyfield |
| 17  | Centre-du-Québec              | 242.399          | 6.930,05         | 35,0       | Drummondville                               |

## Suprakommunale Ebene

### Regionalgemeinden

#### Municipalités régionales de comté
Die Verwaltungsregionen wiederum setzen sich aus regionalen Grafschaftsgemeinden (franz. municipalités régionales de comté, MRC) zusammen, welche gewisse überregionale Verwaltungsaufgaben übernehmen. Dazu gehören Abfallwirtschaft, die Erstellung des Flächennutzungsplans, die Koordination des öffentlichen Personennahverkehrs und die Wasserversorgung.

#### Territoires équivalents
Einige Gemeinden sind nicht gleichzeitig Teil einer Regionalgemeinde. Dies gilt für 47 Gemeinden der First Nations in Indianerreservaten, sechs Gemeinden im Süden der Verwaltungsregion Côte-Nord und alle Gemeinden der Verwaltungsregion Nord-du-Québec. Der Sprengel Notre-Dame-des-Anges ist eine Enklave in der Stadt Québec. Schließlich gibt es 14 Gemeinden beziehungsweise Agglomerationen, die Aufgaben der Regionalgemeinde selber ausführen.
Die Gebiete, die nicht Teil einer Regionalgemeinde sind, werden für statistische Zwecke entweder als Teil einer Regionalgemeinde behandelt oder werden in einem „territorialen Äquivalent einer Regionalgemeinde“ (franz. territoires équivalents à une MRC) zusammengefasst. Somit ist das gesamte Gebiet Québecs in Regionalgemeinden oder Äquivalente unterteilt.

### Metropolverbände
In den Ballungsgebieten Québec und Montreal gibt es als zusätzliche Ebene den Metropolverband (franz. communauté métropolitaine, CM). Die Metropolverbände haben die Zuständigkeit für die Bauplanung, regionale und internationale Wirtschaftsförderung ihres Gebiets, über den öffentlichen Personennahverkehr im Ballungsraum sowie die Kulturpolitik.
- Communauté métropolitaine de Montréal
- Communauté métropolitaine de Québec

## Kommunale Ebene

### Agglomerationen
Als Folge der Rückgängigmachung von Eingemeindungen im Jahr 2006 gibt es elf Agglomerationen, die einige städtische Kompetenzen für mehrere Städte wahrnehmen. Die folgende Tabelle zeigt die bestehenden Agglomerationen sowie die Kommunen, aus denen sie sich zusammensetzen. Ist eine Agglomeration rot hinterlegt, bedeutet dies, dass sie gleichzeitig die Funktion einer MRC erfüllt.
| Agglomeration                              | Gemeinden |
| ------------------------------------------ | --- |
| Agglomération de Montréal                  | Montreal, Baie-D’Urfé, Beaconsfield, Côte-Saint-Luc, Dollard-Des Ormeaux, Dorval, Hampstead, Kirkland, L’Île-Dorval, Montréal-Est, Montréal-Ouest, Mont-Royal, Pointe-Claire, Sainte-Anne-de-Bellevue, Senneville, Westmount |
| Agglomération de Québec                    | Québec, L’Ancienne-Lorette, Saint-Augustin-de-Desmaures |
| Agglomération de Sainte-Agathe-des-Monts   | Sainte-Agathe-des-Monts, Ivry-sur-le-Lac |
| Agglomération de Mont-Tremblant            | Mont-Tremblant, Lac-Tremblant-Nord |
| Agglomération de Cookshire-Eaton           | Cookshire-Eaton, Newport |
| Agglomération de Rivière-Rouge             | Rivière-Rouge, La Macaza |
| Agglomération de Sainte-Marguerite–Estérel | Sainte-Marguerite-du-Lac-Masson, Estérel |
| Agglomération de Îles-de-la-Madeleine      | Îles-de-la-Madeleine, Grosse-Île |
| Agglomération de La Tuque                  | La Tuque, La Bostonnais, Lac-Édouard |
| Agglomération de Mont-Laurier              | Mont-Laurier, Saint-Aimé-du-Lac-des-Îles |
| Agglomération de Longueuil                 | Longueuil, Boucherville, Brossard, Saint-Bruno-de-Montarville, Saint-Lambert |

### Gemeinden
siehe auch Liste der Gemeinden in Québec
Die unterste Ebene der kommunalen Selbstverwaltung bilden die Gemeinden. Als Gemeindeformen gibt es in Québec die Stadt (ville), die Gemeinde (municipalité), das Dorf (village), den Sprengel (paroisse), die Kantonsgemeinde (canton) sowie die nordischen, Cree- und Naskapi-Dörfer (villages nordiques, cri et naskapi).

## Census Divisions
Wie alle Provinzen und Territorien in Kanada ist auch Quebec durch Statistics Canada in Census Divisions (Volkszählungseinheiten) untergliedert. Diese 89 Census Divisions in Quebec dienen jedoch nur statistischen Zwecken und haben keinen verwaltungstechnischen Charakter.